# KF Kosova Prishtinë
O KF Kosova Prishtinë é um clube de futebol kosovar sediado na cidade de Pristina, capital do Kosovo, manda seus jogos no Stadiumi i Flamurtarit.
As cores do clube são amarelo, azul (uniforme 1) e branco (uniforme 2).